# Carlos Salcedo
Carlos Joel Salcedo Hernández (né le 29 septembre 1993 à Guadalajara au Mexique) est un footballeur international mexicain qui joue au poste de défenseur central à Cruz Azul.

## Biographie

### Parcours en club
Il commence sa carrière professionnelle au Real Salt Lake ou il reste deux saisons avant de signer au Chivas de Guadalajara le 6 janvier 2015 pour un montant de 2,5 millions d'euros. Le 23 août 2016 il signe en prêt à la Fiorentina avec laquelle il joue deux matchs de Ligue Europa. Le 13 juin 2017, il rejoint l'Eintracht Francfort par l'intermédiaire d'un prêt payant de 450 000 € tout d'abord puis définitivement le 1er juillet 2018  pour un montant de 2,5 millions d'euros.
En janvier 2019, Salcedo retourne au Mexique en s'engageant aux Tigres UANL. Trois ans plus tard, le 31 janvier 2022, il est transféré au Toronto FC et fait son retour en Major League Soccer tandis que Yeferson Soteldo fait le chemin inverse dans cette transaction.
Au cours de l'été 2023, Carlos Salcedo est transféré à Cruz Azul.

### Parcours en sélection
Il reçoit sa première sélection en équipe du Mexique le 15 avril 2015, en amical contre les États-Unis (défaite 2-0).
Il participe avec l'équipe du Mexique à la Copa América 2015. Il joue un match lors de ce tournoi, contre le Chili (score : 3-3).
Il dispute ensuite les Jeux olympiques d'été de 2016. Lors du tournoi olympique, il joue trois matchs, inscrivant un but contre les Fidji.
Il est ensuite retenu afin de participer à la Coupe des confédérations 2017 organisée en Russie. Il joue deux matchs lors de ce tournoi, contre le Portugal et la Nouvelle-Zélande. Une blessure contractée contre la Nouvelle-Zélande l'écarte des terrains pendant trois mois. Il est retenu dans la liste des 23 joueurs par Juan Carlos Osorio pour disputer la Coupe du monde 2018 en Russie avec l'équipe du Mexique.

## Statistiques
| Saison                | Club                       | Championnat           | Championnat | Championnat | Coupe(s) nationale(s) | Coupe(s) nationale(s) | Compétition(s) continentale(s) | Compétition(s) continentale(s) | Compétition(s) continentale(s) | Séries | Séries | Coupe du monde des clubs | Coupe du monde des clubs | Mexique | Mexique | Total | Total |
| Saison                | Club                       | Division              | M.          | B.          | M.                    | B.                    | Comp.                          | M.                             | B.                             | M.     | B.     | M.                       | B.                       | M.      | B.      | M.    | B.    |
| 2013                  | Real Salt Lake             | MLS                   | 13          | 0           | 4                     | 0                     | -                              | -                              | -                              | 0      | 0      | -                        | -                        | -       | -       | 17    | 0     |
| 2014                  | Real Salt Lake             | MLS                   | 12          | 1           | 1                     | 0                     | -                              | -                              | -                              | 0      | 0      | -                        | -                        | -       | -       | 13    | 1     |
| Sous-total            | Sous-total                 | Sous-total            | 25          | 1           | 5                     | 0                     | -                              | 0                              | 0                              | 0      | 0      | 0                        | 0                        | 0       | 0       | 30    | 1     |
| 2014-2015             | Chivas de Guadalajara      | Liga MX               | 20          | 1           | 0                     | 0                     | -                              | -                              | -                              | -      | -      | -                        | -                        | -       | -       | 20    | 1     |
| 2015-2016             | Chivas de Guadalajara      | Liga MX               | 32          | 0           | 3                     | 0                     | -                              | -                              | -                              | -      | -      | -                        | -                        | 5       | 0       | 40    | 0     |
| 2016-2017             | Chivas de Guadalajara      | Liga MX               | 3           | 0           | 1                     | 0                     | -                              | -                              | -                              | -      | -      | -                        | -                        | -       | -       | 4     | 0     |
| Sous-total            | Sous-total                 | Sous-total            | 55          | 1           | 4                     | 0                     | -                              | 0                              | 0                              | 0      | 0      | 0                        | 0                        | 5       | 0       | 64    | 1     |
| 2016-2017             | ACF Fiorentina (prêt)      | Serie A               | 18          | 0           | 0                     | 0                     | C3                             | 2                              | 0                              | -      | -      | -                        | -                        | 6       | 0       | 26    | 0     |
| 2017-2018             | Eintracht Francfort (prêt) | Bundesliga            | 20          | 0           | 4                     | 0                     | -                              | -                              | -                              | -      | -      | -                        | -                        | 14      | 0       | 38    | 0     |
| 2018-2019             | Eintracht Francfort        | Bundesliga            | 6           | 0           | 2                     | 0                     | C3                             | 0                              | 0                              | -      | -      | -                        | -                        | -       | -       | 8     | 0     |
| Sous-total            | Sous-total                 | Sous-total            | 26          | 0           | 6                     | 0                     | -                              | 0                              | 0                              | 0      | 0      | 0                        | 0                        | 14      | 0       | 46    | 0     |
| 2018-2019             | Tigres UANL                | Liga MX               | 15          | 1           | 0                     | 0                     | LCC                            | 7                              | 1                              | -      | -      | -                        | -                        | 5       | 0       | 27    | 2     |
| 2019-2020             | Tigres UANL                | Liga MX               | 21          | 1           | 0                     | 0                     | LCup+LCC                       | 2+2                            | 0                              | -      | -      | -                        | -                        | 5       | 0       | 30    | 1     |
| 2020-2021             | Tigres UANL                | Liga MX               | 32          | 1           | 3                     | 0                     | LCC                            | 3                              | 0                              | -      | -      | 3                        | 0                        | 7       | 1       | 48    | 2     |
| 2021-2022             | Tigres UANL                | Liga MX               | 17          | 3           | 0                     | 0                     | -                              | -                              | -                              | -      | -      | -                        | -                        | 6       | 0       | 23    | 3     |
| Sous-total            | Sous-total                 | Sous-total            | 85          | 6           | 3                     | 0                     | -                              | 14                             | 1                              | 0      | 0      | 3                        | 0                        | 23      | 1       | 128   | 8     |
| 2022                  | Toronto FC                 | MLS                   | 13          | 0           | 3                     | 0                     | -                              | -                              | -                              | -      | -      | -                        | -                        | -       | -       | 16    | 0     |
| 2022-2023             | FC Juárez                  | Liga MX               | 31          | 0           | 0                     | 0                     | -                              | -                              | -                              | -      | -      | -                        | -                        | -       | -       | 31    | 0     |
| 2023-2024             | Cruz Azul                  | Liga MX               | 0           | 0           | 0                     | 0                     | LCup                           | 0                              | 0                              | -      | -      | -                        | -                        | -       | -       | 0     | 0     |
| Total sur la carrière | Total sur la carrière      | Total sur la carrière | 253         | 8           | 21                    | 0                     | -                              | 16                             | 1                              | 0      | 0      | 3                        | 0                        | 48      | 1       | 341   | 10    |

## Palmarès
| Real Salt Lake                              | Chivas de Guadalajara (2)                                                   | Eintracht Francfort (1)                                              | Tigres UANL (2) | Mexique (1)                                                                                                | Mexique -20 ans (1)                                             |
| ------------------------------------------- | --------------------------------------------------------------------------- | -------------------------------------------------------------------- | --- | --- | --------------------------------------------------------------- |
| - Coupe des États-Unis : - Finaliste : 2013 | - Copa MX : - Vainqueur : Apertura 2015 - Supercopa MX : - Vainqueur : 2016 | - DFB-Pokal : - Vainqueur : 2018 - DFL-Supercup : - Finaliste : 2018 | - Ligue des champions de la CONCACAF : - Vainqueur : 2020 - Finaliste : 2019 - Liga MX : - Vainqueur : Clausura 2019 - Coupe du monde des clubs : - Finaliste : 2020 - Leagues Cup : - Finaliste : 2019 | - Gold Cup : - Vainqueur : 2019 - Finaliste : 2021 - Ligue des nations de la CONCACAF : - Finaliste : 2020 | - Jeux d'Amérique centrale et des Caraïbes : - Vainqueur : 2014 |